# Новомусинська сільська рада
Новому́синська сільська рада (рос. Новомусинский сельский совет) — сільське поселення у складі Шарлицького району Оренбурзької області Росії.
Адміністративний центр — село Новомусино.

## Населення
Населення — 1005 осіб (2019; 1161 в 2010, 1497 у 2002).

## Склад
До складу сільської ради входять:
| Населений пункт  | Населення, осіб (2002) | Населення, осіб (2010) |
| ---------------- | ---------------------- | ---------------------- |
| Ніколаєвка, село | 279                    | 179                    |
| Новомусино, село | 1028                   | 812                    |
| Урняк, селище    | 190                    | 170                    |